# غورد لان
غورد لان هو لاعب هوكي الجليد كندي، ولد في 31 مارس 1953 في براندون في كندا.

## وصلات خارجية
- غورد لان على موقع دوري الهوكي الوطني (الإنجليزية)
- غورد لان على موقع قاعة مشاهير الهوكي (لاعب أن.إتش.أل) (الإنجليزية)
- غورد لان على موقع EliteProspects.com (الإنجليزية)
- غورد لان على موقع HockeyDB.com (الإنجليزية)
- غورد لان على موقع Hockey-Reference.com (الإنجليزية)